# سوره بردال
سوره بردال (انگلیسی: Sverre Brodahl; ۲۶ ژانویهٔ ۱۹۰۹ – ۲ نوامبر ۱۹۹۸) اسکی‌باز صحرانوردی اهل نروژ بود.